# Ricania zigzac
Ricania zigzac är en insektsart som beskrevs av Jacobi 1944. Ricania zigzac ingår i släktet Ricania och familjen Ricaniidae. Inga underarter finns listade i Catalogue of Life.